# Кемерон Гірдлстон
Кемерон Гірдлстон (англ. Cameron Girdlestone, нар. 29 квітня 1988, Аделаїда, Австралія) — австралійський веслувальник, срібний призер Олімпійських ігор 2016 року, бронзовий призер Олімпійських ігор 2020 року.
Призер чемпіонату світу.

## Виступи на Олімпіадах
| Олімпіада           | Дисципліна     | Місце |
| ------------------- | -------------- | ----- |
| Ріо-де-Жанейро 2016 | парна четвірка | 2     |
| Токіо 2020          | парні четвірки | 3     |

## Зовнішні посилання
- Кемерон Гірдлстон — олімпійська статистика на сайті Sports-Reference.com (англ.) (архівна версія)
- Профіль [Архівовано 8 січня 2021 у Wayback Machine.] на сайті FISA.
- Кемерон Гірдлстон на сайті Міжнародної федерації веслувального спорту